# Pinheirinha-d'água
Myriophyllum é um género botânico pertencente à família Haloragaceae. Plantas desse gênero são genericamente chamadas de pinheirinha-d'água'".

## Classificação do gênero
| Sistema | Classificação                     | Referência               |
| ------- | --------------------------------- | ------------------------ |
| Linné   | Classe Monoecia, ordem Polyandria | Species plantarum (1753) |

Iluminação:Essas plantas precisam de bastante luz.
PH:Indiferente ao tipo de agua.
DH:Não exigente
substrato:Rico de preferencia
Movimentação da agua:Parece beneficio.
habitat:emersa ou submersa
manutenção:Facil desde que se impeça  a planta de atingir a superficie
altura:Variavel
diametro: Variavel
flor:Diminuta e axilar
Origem:Brasil
Observações:é uma planta que sempre tende a ficar emersa, mas se mantivermos podas antes que a emersão ocorra ela cresce com menos rapidez à superficie.
com bastante iluminação fica bem vermelha
As Myriophyllum são plantas pouco exigentes e se mantem mesmo sem o plantio no fundo, pois conseguem retirar nutrientes da água, e aceitam o plantio em apenas cascalho